# Нижне-Ерусланская волость
Нижне-Ерусланская во́лость — административно-территориальная единица, входившая в состав Новоузенского уезда Самарской губернии. Образована в 1872 году в результате разукрупнения Ерусланской волости, сформированной в 1871 году из Ерусланского колонистского округа. 
Административный центр — село Экгейм.
Население волости составляли преимущественно немцы, лютеране.
В период до установления советской власти волость имела аппарат волостного правления, традиционный для таких административно-территориальных единиц Российской империи.
Волость располагалась по обе стороны от реки Еруслан. Согласно карте уездов Самарской губернии 1912 года большая, левобережная, часть волости граничила: на севере - с Лангенфельдской и Краснокутской волостями, на востоке - с Моршанской волостью, на юге и востоке - с Дьяковской волостью. Правобережный участок Нижне-Ерусланской волости граничил на юге с Дьяковской волостью, на западе - с Гуссенбахской волостью, на востоке - с чересполосный участком Бизюкской волости.
Территория бывшей волости является частью земель Краснокутского и Питерского районов Саратовской области (административный центр области — город Саратов).

## Состав волости
| №  | Населённые пункты (без хуторов) | Население (1889 год) | Население (1910 год)             | Преобладающие национальности, вероисповедания | Современное состояние                     |
| -- | ------------------------------- | -------------------- | -------------------------------- | --------------------------------------------- | ----------------------------------------- |
| 1  | село Бейдек                     | 671                  | 971                              | немцы, лютеране                               | не существует                             |
| 2  | село Гнаденфельд                | 1321                 | Передано в Гуссенбахскую волость | немцы, лютеране                               | село Кирово, Краснокутский район          |
| 3  | село Гуссенбах                  | 2738                 | Передано в Гуссенбахскую волость | немцы, лютеране                               | село Первомайское, Краснокутский район    |
| 4  | хутор Дубовый                   | 260                  | 137                              |                                               | не существует                             |
| 5  | село Константиновка             | 1186                 | 2001                             | немцы, лютеране                               | село, Краснокутский район                 |
| 6  | село Лангенфельд                | 1016                 | 1360                             | немцы, лютеране                               | село Верхний Еруслан, Краснокутский район |
| 7  | село Ней-Бауэр                  | 1527                 | 2135                             | немцы, лютеране                               | не существует                             |
| 8  | село Ней-Шиллинг                | 614                  | 1020                             | немцы, лютеране                               | не существует                             |
| 9  | село Розенфельд                 | 893                  | 1234                             | немцы, лютеране                               | село Норки, Краснокутский район           |
| 10 | село Фриденфельд                | 1808                 | 2891                             | немцы, лютеране                               | село Комсомольское, Краснокутский район   |
| 11 | станции Фриденфельд             | -                    | 24                               | немцы, лютеране                               | посёлок Тимофеево, Краснокутский район    |
| 12 | село Экгейм                     | 1435                 | 2311                             | немцы, лютеране                               | село Усатово, Краснокутский район         |
| 13 | село Эренсфельд                 | 1566                 | 2460                             | немцы, лютеране                               | село Чкалово, Краснокутский район         |

В 1908 году из Нижне-Ерусланской волости была выделена Гуссенбахская волость с центром в селе Гуссенбах. Во вновь образованную волость вошли села Гуссенбах и Гнаденфельд. В 1911 году была выделена Лангенфельдская волость, объединившая три села: Лангенфельд, Константиновку и Розенфельд. 